# Praia de Fagundes
Praia de Fagundes é um distrito da cidade de Lucena, Paraíba, Brasil.